# Roseraie de Bamberg
La roseraie de Bamberg (Rosengarten) est une roseraie située dans le jardin à la française derrière le palais, ou Nouvelle résidence, des princes-évêques de Bamberg en Franconie (Allemagne).

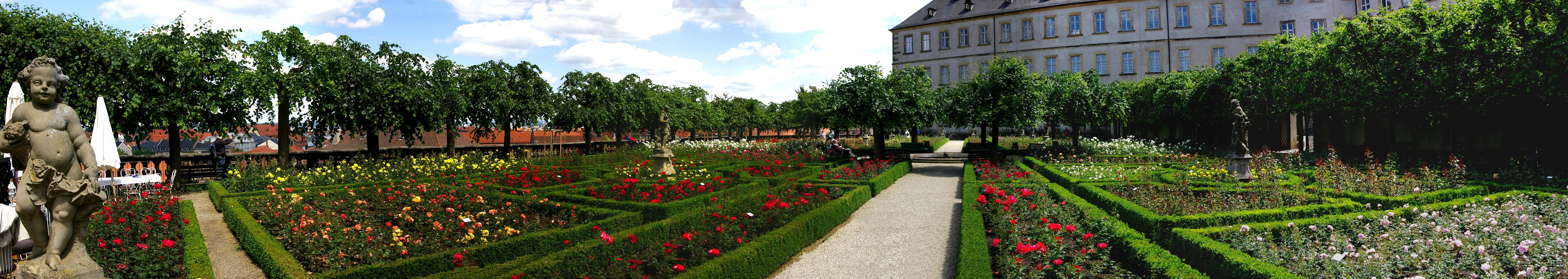
Panorama de la roseraie de Bamberg

## Historique
Il y avait depuis le XVIe siècle un jardin Renaissance à cet emplacement. Le prince-évêque Frédéric-Charles de Schönborn-Buchheim fait aménager un jardin baroque en 1733 dans le goût français. Balthasar Neumann en dessine les plans. Johann Jakob Michael Küchel bâtit un pavillon rococo et Ferdinand Tietz sculpte des statues à thème mythologique. Plus de 4 500 rosiers ornent le jardin.
Une inscription en grec et en allemand, qui se trouve sur le mur d'une arcade aveugle, rappelle le souvenir du roi Othon Ier de Grèce et de son épouse Amélie d'Oldenbourg qui vécurent en exil à la Nouvelle résidence.

## Source
- (de) Cet article est partiellement ou en totalité issu de l’article de Wikipédia en allemand intitulé « Rosengarten (Bamberg) » (voir la liste des auteurs).